# الیکایی سینه‌راه‌راه
الیکایی سینه‌راه‌راه (نام علمی: Cantorchilus thoracicus) نام یک گونه از سرده کنارخوان‌ها است.